# 日本工学院専門学校の人物一覧
日本工学院専門学校の人物一覧（にほんこうがくいんせんもんがっこうのじんぶついちらん）は日本工学院専門学校に関係する人物の一覧記事。

## 著名な教員

### 現職
- SAM（丸山正温） - ダンサー、TRFメンバー
- えびはら武司 - 漫画家
- 小川直樹 - 建築家
- 黒田征太郎 - 画家、イラストレーター
- 小谷あゆみ - フリーアナウンサー
- 高橋竜 - ヴォーカリスト、ベーシスト
- 高安重一 - 建築家
- 田村誠 - レコーディング・エンジニア
- 千葉繁 - 声優
- 八幡一郎 - 制作プロデューサー
- 手塚眞 - ビジュアリスト（ネオンテトラ代表取締役、手塚プロダクション取締役）
- 長尾亜子 - 建築家
- 長友啓典 - アートディレクター
- 平林久和 - ゲームアナリスト
- 松武秀樹 - シンセサイザー・プログラマー（JSPA会長）
- 糸数弘樹-CGアーティスト
- 茶風林-声優
- 由良拓也 - レーシングカーデザイナー
- 髙野清宗 - ベーシスト、Mrs. GREEN APPLE元メンバー

## 著名な出身者

### 声優・俳優
- 味方隆司 - 劇団四季、演劇科6期
- 阿知波悟美 - 俳優、声優、演劇科3期
- 一木美名子 - 声優、演劇科14期
- 伊南羽桜 - 声優
- 折笠愛 - 声優、演劇科
- 小田久史 - 声優、演劇俳優科卒業
- 菊池正美 - 声優、演劇科
- 木部ショータ - 声優、演劇俳優科卒業
- 斎藤桃子 - 声優、演劇俳優科卒業
- 坂本美里 - 声優、演劇俳優科卒業
- 重田千穂子 - 俳優、声優、演劇科1期
- 清水愛 - 声優、演劇俳優科卒業
- 新谷良子 - 声優、演劇俳優科卒業
- 武重聖一 - 俳優
- 中村雄一 - 俳優、声優、劇団昴、演劇科3期
- 原日出子 - 女優、演劇科3期・中退
- 日比野朱里（旧芸名・小粥よう子） - 声優、演劇科
- 日比優理香 - 声優、声優・演劇科卒業
- 本多真梨子 - 声優、演劇俳優科卒業
- 間宮康弘 - 声優、演劇俳優科卒業
- 神崎快 - 声優、演劇俳優科卒業
- 岡村紀央美 - 声優、演劇俳優科卒業
- 日置秀馬 - 声優、演劇俳優科卒業
- 中原日菜 - 声優、演劇俳優科卒業
- 井澤詩織 - 声優、演劇俳優科卒業
- 吉岡さくら - 声優、声優俳優科卒業
- 近藤唯 - 声優、声優俳優科卒業
- 福原由莉奈 - 声優、声優俳優科卒業
- 江口拓也 - 声優、声優俳優科卒業
- 駒形友梨 - 声優、歌手、声優俳優科卒業
- 逢坂良太 - 声優、演劇声優科卒業
- いわいのふ健 - 俳優、ナレーター、舞台俳優科卒業
- イワム - 俳優、俳優科卒業
- 連思宇（中国語版） - 声優、演劇声優科卒業、台湾で活躍する台湾人声優
- 劉セイラ - 声優、演劇声優科卒業、青二プロダクション所属の中国人日本声優
- 大野柚布子 - 声優、声優・演劇科卒業
- 栗坂南美 - 声優
- 寺島惇太 - 声優
- 藤井ゆきよ - 声優、コンサート・イベント科卒業

### 音楽
- 国本武春 - 浪曲師、演劇科
- GONGON（旧芸名：YUTA、本名：菅原勇太） - ヴォーカリスト、ギタリスト、B-DASHメンバー
- 坂詰美紗子 - 作曲家、シンガーソングライター、ミュージックアーティスト科卒業
- 鶴田誠 - 弦楽器製作家、古楽器修復家、版画家
- 未来 - メインヴォーカル、THE HOOPERSメンバー
- 首藤義勝 - ベースボーカル、KEYTALKメンバー
- 片岡健太 - ボーカル、ギター sumikaのメンバー
- 髙野清宗 - ベーシスト、Mrs. GREEN APPLE元メンバー

### 芸能その他
- 相沢早苗 - アナウンサー、フリー
- 鐘下辰男 - 劇作家、演出家、演劇企画集団THE・ガジラ主宰、演劇科7期
- 窪田将治 - 映画監督、映像クリエイター、映像科・中退
- 坪川拓史 - 映画監督、中退
- 平川雄一朗 - ドラマ演出家、映画監督、放送芸術科卒業
- 富士本淳 - ユニバーサルエンターテイメント代表取締役社長
- 藤本信行 - 脚本家
- 古茂田耕吉 - 録音技師
- 内山隼人 - ダンサー

### 漫画家
- 新沢基栄 - 漫画家
- 見ル野栄司 - 漫画家、メカトロニクス科卒業
- 平方昌宏 - 漫画家

### 小説家
- 後藤みわこ - 児童文学作家
- 落合祐輔 - ライトノベル作家[1]

### その他
- 西村雄一 - サッカー審判員
- バンズラグチ・バヤルサイハン - 実業家、外交官
- 宮下雅光 - ストロベリーコーンズ創業者[2]